# Ching Chung Koon
Ching Chung Koon (IPA: [ tsʰɪŋ tsʰʊŋ kuːn ]) is een toeristische attractie van Hongkong. Het ligt in Tuen Mun district, Hongkong.
Het is een Taoïstische tempel die in 1949 in het toen nog landelijke Tuen Mun werd geopend. Deze rustvolle tempel heeft ook vele kostbaarheden zoals de authentieke lantaarns van de Verboden stad. Het tempelcomplex bestaat uit een paar huizen waar de botten en as van overledenen zijn opgeslagen. Tijdens het Qingmingfestival en het Chongyangfestival komen mensen hier om te offeren aan hun overleden familieleden.
Behalve de tempel, is er een Chinese tuin met een door mensen aangelegde "heuvel" en visvijvers. Ching Chung Koon heeft ook bonsaitentoonstellingen die om de zoveel tijd worden gehouden.
De tempel Ching Chung Koon biedt behalve religieuze steun ook economische en medische steun aan mensen in de omgeving.